# Bernhard Karlgren
Klas Bernhard Johannes Karlgren (sueco [ˈbæ̌ːɳaɖ ˈkɑ̂ːɭɡreːn]; 15 de octubre de 1889 – 20 de octubre de 1978) fue un sinólogo y lingüista sueco que pionereó el estudio de la fonología histórica china utilizando métodos modernos de comparación lingüística. A principios del siglo XX, Karlgren realizó amplios estudios de las lenguas siníticas e investigó información histórica sobre la rima en la poesía china antigua, para luego utilizarlos y crear las primeras reconstrucciones completas de lo que hoy se conoce como chino medio y chino antiguo.

## Primeros años y educación
Bernhard Karlgren nació el 15 de octubre de 1889 en Jönköping, Suecia. Su padre, Johannes Karlgren, enseñaba latín, griego y sueco en la escuela secundaria local. Karlgren mostró aptitud para la lingüística desde joven y se interesó por los dialectos de Suecia y los cuentos populares tradicionales. Dominó las lenguas clásicas y fue un destacado traductor de poesía griega a su idioma natal. Mostró un temprano interés por China y, en su adolescencia, escribió una obra teatral, The White Hind, ambientada en ese país. Su primer artículo académico, una transcripción fonética basada en un sistema ideado por Johan August Lundell de cuentos tradicionales de su provincia natal de Småland, lo completó a los 14 años y se publicó en 1908, cuando solo tenía 18. Estudió ruso en la Universidad de Uppsala bajo la tutela de Johan August Lundell, un eslavista interesado en la lingüística comparada. Se graduó en 1909 con un título de grado en lenguas nórdicas, griegas y eslavas. Aunque inicialmente planeaba especializarse en las lenguas escandinavas, por consejo de su hermano mayor Anton Karlgren (1882–1973) decidió centrarse en el chino, atraído también por el hecho de que, como le había dicho Lundell, el chino contenía una gran variedad de dialectos. Partió hacia San Petersburgo, donde, bajo la dirección de Vasily Vasilyev, se había creado uno de los principales centros europeos para el estudio del chino. Allí, Karlgren, estudiando con A. I. Ivanov, obtuvo una beca para investigar los dialectos chinos, a pesar de no tener conocimientos previos de chino.
Karlgren vivió en China entre 1910 y 1912. Logró fluidez básica y alfabetización tras solo unos meses de estudio y preparó un cuestionario de 3.100 caracteres chinos para recopilar datos sobre dialectos chinos. Cuando se le agotó el dinero de la beca, se mantuvo dando clases de francés y, famosamente, de inglés, que, según una anécdota, nunca había estudiado formalmente, sino que había aprendido de pasajeros angloparlantes en el barco de Europa a China. De hecho, había obtenido una calificación alta en inglés en sus exámenes finales de secundaria. Finalmente, recopiló datos sobre 19 dialectos mandarines diferentes, así como el shanghainés, la variedad de Fuzhou del min oriental y el cantonés, además de las pronunciaciones vietnamita y japonesa de los caracteres de su cuestionario.

## Carrera académica
Karlgren regresó a Europa en enero de 1912, primero quedándose en Londres, luego en París, antes de llegar a Uppsala, en su Suecia natal, donde en 1915 produjo su tesis doctoral, Études sur la phonologie chinoise ("Estudios sobre fonología china"). Aunque su tesis estaba escrita en francés, la mayoría de sus obras posteriores fueron en inglés. Tras obtener su doctorado, Karlgren enseñó en la Universidad de Gotemburgo, donde fue rector entre 1931 y 1936.
En 1939, Karlgren sucedió a Johan Gunnar Andersson como director del Museo de Antigüedades del Lejano Oriente (Östasiatiska Museet), cargo que ocupó hasta 1959. Este museo público, fundado en 1926 a partir de los descubrimientos pioneros de Andersson en la arqueología prehistórica china en la década de 1920, luego se amplió para cubrir períodos posteriores y otras partes de Asia. Karlgren había mantenido un contacto cercano con Andersson durante muchos años y también lo sucedió como editor de la revista del museo, el Bulletin of the Museum of Far Eastern Antiquities (BMFEA, 1929–), cargo que mantuvo hasta la década de 1970. Karlgren mismo publicó muchas de sus principales obras en esta revista anual o como libros en la serie de monografías del museo.
En 1946, Karlgren lanzó un ataque de gran alcance contra la historiografía de la China antigua, entonces poco rigurosa. Al revisar la literatura sobre la historia anterior a los Han en su artículo Legends and Cults in Ancient China, señaló que "un rasgo común de la mayoría de estos tratados es una curiosa falta de método crítico en el manejo del material". En particular, criticó el uso no selectivo de documentos de diferentes épocas al reconstruir la historia antigua de China: "De esta manera se han obtenido relatos muy completos y detallados, pero que en realidad son caricaturas de los que están científicamente fundamentados".
En 1950, Karlgren fue admitido en la Real Academia de Artes y Ciencias de los Países Bajos.

## Muerte y legado
Karlgren murió el 20 de octubre de 1978 en Estocolmo a los 89 años. Karlgren fue el primer académico en utilizar principios de lingüística histórica moderna para estudiar el idioma chino. También fue el primero en reconstruir los sonidos de lo que ahora se llama chino medio y chino antiguo (que él denominó "chino antiguo" y "chino arcaico", respectivamente). Karlgren sugirió que, en la etapa más temprana recuperable, los pronombres personales se declinaban según el caso.
Karlgren intentó desenterrar la historia china misma a partir de su desarrollo y difusión lingüística. Como escribe en su adaptación al inglés Sound and Symbol in Chinese (1923), Capítulo I: "Así, aunque las tradiciones chinas no dan ninguna pista de una inmigración desde ningún país extranjero, y aunque, en consecuencia, no hay un point d'appui cronológico externo, no obstante podemos afirmar, a partir de evidencia interna, que la tradición china que sitúa el reinado del emperador Yao en el siglo XXIV a.C. es correcta; que los chinos, incluso en esos tiempos remotos, eran astrónomos expertos; que dejaron por escrito en idioma chino registros de eventos memorables, y muy probablemente escribieron sus relatos poco después de los eventos; en resumen, que una civilización china bien desarrollada —que sin duda descansaba sobre cimientos de muchos siglos de antigüedad— junto con el idioma chino, existía en suelo chino dos mil años antes de Cristo".
Aunque fue importante como pionero de la lingüística histórica china, los hallazgos originales de Karlgren han sido superados. Hoy los sistemas fonológicos que propuso han sido ampliamente reemplazados, ya que sus debilidades son evidentes: "Karlgren se veía a sí mismo como reconstructor de fonética, no de fonología, y prestaba poca atención a la estructura fonológica. Como resultado, los sistemas que reconstruyó a menudo carecen de la simetría y el patrón propios de los sistemas fonológicos de las lenguas naturales". Sin embargo, sus obras innovadoras sentaron las bases de la lingüística histórica china moderna, y muchas de ellas aún se usan como referencia.

## Premios y condecoraciones
- Comandante Gran Cruz de la Orden de la Estrella Polar (23 de noviembre de 1961)[15]

## Obras seleccionadas
- — (1915). Études sur la phonologie chinoise (Doctoral thesis). University of Uppsala. hdl:10111/UIUCBB:karlbe0001etusur.
- — (1918). Ordet och Pennan i Mittens Rike. Adapted as Sound and symbol in Chinese, London: Oxford University Press, 1923. Reprinted 2007: Toronto: Global Language Press, ISBN 978-0-9738924-0-6.
- — (1922). «The reconstruction of Ancient Chinese». T'oung Pao 21: 1-42. doi:10.1163/156853222X00015.
- — (1923). Analytic Dictionary of Chinese and Sino-Japanese. Paris: Paul Geuthner. Reprinted by Dover Publications, ISBN 978-0-486-21887-8.
- — (1929). «The Authenticity of Ancient Chinese Texts». Bulletin of the Museum of Far Eastern Antiquities 1: 165-183.
- — (1931a). «The Early History of the Chou Li and Tso Chuan Texts». Bulletin of the Museum of Far Eastern Antiquities 3: 1-59.
- — (1931b). «Tibetan and Chinese». T'oung Pao. Second Series 28 (1–2): 25-70. JSTOR 4526964. doi:10.1163/156853231X00024.
- — (1933). «Word Families in Chinese». Bulletin of the Museum of Far Eastern Antiquities 5: 9-120.
- — (1937). «New Studies on Chinese Bronzes». Bulletin of the Museum of Far Eastern Antiquities 9: 9-117.
- — (1940). «Grammata Serica, Script and Phonetics in Chinese and Sino-Japanese». Bulletin of the Museum of Far Eastern Antiquities 12: 1-471.
- — (1941). «Huai and Han». Bulletin of the Museum of Far Eastern Antiquities 13: 1-125.
- — (1942). «Glosses on the Kuo Feng Odes». Bulletin of the Museum of Far Eastern Antiquities 14: 71-247.
- — (1944). «Glosses on the Siao ya odes». Bulletin of the Museum of Far Eastern Antiquities 16: 25-139.
- — (1946a). «Glosses on the Ta Ya and Sung Odes». Bulletin of the Museum of Far Eastern Antiquities 18: 1-198.
- — (1946b). «Legends and Cults in Ancient China». Bulletin of the Museum of Far Eastern Antiquities 18: 199-365.
- — (1950). «The Book of Documents». Bulletin of the Museum of Far Eastern Antiquities 22: 1-81.
- — (1954). «Compendium of Phonetics in Ancient and Archaic Chinese». Bulletin of the Museum of Far Eastern Antiquities 26: 211-367.
- — (1957). «Grammata Serica Recensa». Bulletin of the Museum of Far Eastern Antiquities 29: 1-332.

In Swedish he published numerous popular works on Chinese language, culture and history. In the 1940s, he published three novels under the pen name Klas Gullman.